# Barragem da Marateca
A Barragem da Marateca, ou Barragem de Santa Águeda, construída sobre o leito do rio Ocreza, localiza-se na atual freguesia de Póvoa de Rio de Moinhos e Cafede, no Município de Castelo Branco, Distrito de Castelo Branco, em Portugal. A barragem foi projectada em 1982 e entrou em funcionamento em 1991.

## Barragem
É uma barragem de aterro. Possui uma altura de 25 m acima da fundação (24 m acima do terreno natural) e um comprimento de coroamento de 1054 m (largura 7,6 m). O volume da barragem é de 435.000 m³. Possui uma capacidade de descarga máxima de 15,25 (descarga de fundo) + 60 (descarregador de cheias) m³/s.

## Albufeira
A albufeira da barragem apresenta uma superfície inundável ao NPA (Nível Pleno de Armazenamento) de 6,34 km² e tem uma capacidade total de 37,2 Mio. m³ (capacidade útil de 32,7 Mio. m³). As cotas de água na albufeira são: NPA de 385 metros, NMC (Nível Máximo de Cheia) de 385,5 metros e NME (Nível Mínimo de Exploração) de 375,5 metros.